# USS Midway
„Мидуей“ (на английски: USS Midway) е самолетоносач на САЩ, конструиран по време на Втората световна война от фирмата „Нюпорт нюс шипбилдинг“ (Newport news ship building).
Корабът е пуснат на вода на 20 март 1945 година. Първият му капитан е Йосеф Болгер. Най-много е участвал във военните действия във Виетнам. От 2004 г. е кораб-музей в град Сан Диего.

## Операция „Пустинна буря“
На 2 август 1990 година Ирак прави опит да превземе съседната държава Кувейт. Американски войници от Саудитска Арабия започват операция „Пустинен щит“: защита на Кувейт от неприятеля. През ноември „Мидуей“ е стациониран в Северната част на Персийския залив. Операция „Пустинна буря“ започва на 16 ноември 1990 г.
Изпраща множество кораби в Персийския залив и Червено море. В допълнение изстрелва 100 ракети тип towmark към Ирак. Операцията официално завършва на 27 февруари 1990.

## Ваенноморски музей
На 30 септември 2003 . „Мидуей“ отива на последния си технически преглед в Бремертън, щата Вашингтон и после към Сан Диего. На 7 юни 2004 г. „Мидуей“ е официално обявен за музей и отворен за посещение.